# Wiola von Oppeln
Wiola (deutsch Viola; † 7. September 1251) war eine bulgarische Prinzessin und schlesische Fürstin. Sie heiratete in die Schlesischen Piasten ein.

## Leben
Es ist nicht bekannt, wer die Eltern von Wiola / Viola waren. Möglicherweise war Kalojan oder Boril ihr Vater. Sie war die Großmutter des polnischen Königs Władysław I. Ellenlang.

## Ehe und Familie
Sie heiratete zwischen 1212 und 1220 Kasimir I. von Oppeln. Möglicherweise hat er sie während des Fünften Kreuzzugs kennengelernt. Aus der Ehe gingen die folgenden Kinder hervor:
- Mieszko II. – Herzog von Oppeln
- Wladislaus I. – Herzog von Oppeln
- Wenzeslawa (polnisch Więcesława) († nach 1230)
- Euphrosine – Ehefrau von Kasimir I. von Kujawien